# Eleições legislativas portuguesas de 1976 na Madeira
| Eleições legislativas portuguesas de 1976 Distritos: Aveiro \| Beja \| Braga \| Bragança \| Castelo Branco \| Coimbra \| Évora \| Faro \| Guarda \| Leiria \| Lisboa \| Portalegre \| Porto \| Santarém \| Setúbal \| Viana do Castelo \| Vila Real \| Viseu \| Açores \| Madeira \| Estrangeiro |

## Resultados por Concelho
Os resultados nos concelhos da Região Autónoma da Madeira foram os seguintes:

### Calheta
| Partido                 | Partido                          | Votos | %               |
| ----------------------- | -------------------------------- | ----- | --------------- |
|                         | Partido Popular Democrático      | 5 308 | 76,40 / 100,00  |
|                         | Centro Democrático e Social      | 866   | 12,46 / 100,00  |
|                         | Partido Socialista               | 386   | 5,56 / 100,00   |
|                         | Movimento de Esquerda Socialista | 104   | 1,50 / 100,00   |
|                         | Outros                           | 118   | 1,70 / 100,00   |
| Votos Inválidos         | Votos Inválidos                  | 166   | 2,39 / 100,00   |
| Total                   | Total                            | 6 948 | 100,00 / 100,00 |
| Eleitorado/Participação | Eleitorado/Participação          | 8 600 | 80,79 / 100,00  |

### Câmara de Lobos
| Partido                 | Partido                      | Votos  | %               |
| ----------------------- | ---------------------------- | ------ | --------------- |
|                         | Partido Popular Democrático  | 8 223  | 68,42 / 100,00  |
|                         | Partido Socialista           | 2 122  | 17,66 / 100,00  |
|                         | Centro Democrático e Social  | 691    | 5,75 / 100,00   |
|                         | Partido da Democracia Cristã | 167    | 1,39 / 100,00   |
|                         | Outros                       | 245    | 2,04 / 100,00   |
| Votos Inválidos         | Votos Inválidos              | 440    | 3,66 / 100,00   |
| Total                   | Total                        | 12 018 | 100,00 / 100,00 |
| Eleitorado/Participação | Eleitorado/Participação      | 14 496 | 82,91 / 100,00  |

### Funchal
| Partido                 | Partido                      | Votos  | %               |
| ----------------------- | ---------------------------- | ------ | --------------- |
|                         | Partido Socialista           | 18 916 | 36,36 / 100,00  |
|                         | Partido Popular Democrático  | 17 997 | 34,59 / 100,00  |
|                         | Centro Democrático e Social  | 10 374 | 19,94 / 100,00  |
|                         | Partido Comunista Português  | 1 184  | 2,28 / 100,00   |
|                         | União Democrática Popular    | 647    | 1,24 / 100,00   |
|                         | Partido da Democracia Cristã | 585    | 1,12 / 100,00   |
|                         | Outros                       | 927    | 1,78 / 100,00   |
| Votos Inválidos         | Votos Inválidos              | 1 401  | 2,69 / 100,00   |
| Total                   | Total                        | 52 031 | 100,00 / 100,00 |
| Eleitorado/Participação | Eleitorado/Participação      | 65 586 | 79,33 / 100,00  |

### Machico
| Partido                 | Partido                          | Votos  | %               |
| ----------------------- | -------------------------------- | ------ | --------------- |
|                         | Partido Popular Democrático      | 4 285  | 51,32 / 100,00  |
|                         | Partido Socialista               | 2 625  | 31,44 / 100,00  |
|                         | União Democrática Popular        | 488    | 5,85 / 100,00   |
|                         | Centro Democrático e Social      | 293    | 3,51 / 100,00   |
|                         | Partido Comunista Português      | 126    | 1,51 / 100,00   |
|                         | Movimento de Esquerda Socialista | 86     | 1,03 / 100,00   |
|                         | Outros                           | 122    | 1,46 / 100,00   |
| Votos Inválidos         | Votos Inválidos                  | 324    | 3,88 / 100,00   |
| Total                   | Total                            | 8 349  | 100,00 / 100,00 |
| Eleitorado/Participação | Eleitorado/Participação          | 10 908 | 76,54 / 100,00  |

### Ponta do Sol
| Partido                 | Partido                          | Votos | %               |
| ----------------------- | -------------------------------- | ----- | --------------- |
|                         | Partido Popular Democrático      | 3 987 | 84,22 / 100,00  |
|                         | Partido Socialista               | 295   | 6,23 / 100,00   |
|                         | Centro Democrático e Social      | 160   | 3,38 / 100,00   |
|                         | Movimento de Esquerda Socialista | 83    | 1,75 / 100,00   |
|                         | Outros                           | 98    | 2,06 / 100,00   |
| Votos Inválidos         | Votos Inválidos                  | 111   | 2,34 / 100,00   |
| Total                   | Total                            | 4 734 | 100,00 / 100,00 |
| Eleitorado/Participação | Eleitorado/Participação          | 5 685 | 83,27 / 100,00  |

### Porto Moniz
| Partido                 | Partido                          | Votos | %               |
| ----------------------- | -------------------------------- | ----- | --------------- |
|                         | Partido Popular Democrático      | 1 619 | 76,40 / 100,00  |
|                         | Centro Democrático e Social      | 219   | 10,34 / 100,00  |
|                         | Partido Socialista               | 176   | 8,31 / 100,00   |
|                         | Movimento de Esquerda Socialista | 30    | 1,42 / 100,00   |
|                         | Outros                           | 32    | 1,50 / 100,00   |
| Votos Inválidos         | Votos Inválidos                  | 43    | 2,03 / 100,00   |
| Total                   | Total                            | 2 119 | 100,00 / 100,00 |
| Eleitorado/Participação | Eleitorado/Participação          | 2 480 | 85,44 / 100,00  |

### Porto Santo
| Partido                 | Partido                      | Votos | %               |
| ----------------------- | ---------------------------- | ----- | --------------- |
|                         | Partido Popular Democrático  | 1 144 | 56,22 / 100,00  |
|                         | Partido Socialista           | 642   | 31,55 / 100,00  |
|                         | Centro Democrático e Social  | 114   | 5,60 / 100,00   |
|                         | Partido da Democracia Cristã | 35    | 1,72 / 100,00   |
|                         | Partido Comunista Português  | 24    | 1,18 / 100,00   |
|                         | Outros                       | 28    | 1,37 / 100,00   |
| Votos Inválidos         | Votos Inválidos              | 48    | 2,36 / 100,00   |
| Total                   | Total                        | 2 035 | 100,00 / 100,00 |
| Eleitorado/Participação | Eleitorado/Participação      | 2 479 | 82,09 / 100,00  |

### Ribeira Brava
| Partido                 | Partido                          | Votos | %               |
| ----------------------- | -------------------------------- | ----- | --------------- |
|                         | Partido Popular Democrático      | 4 756 | 75,44 / 100,00  |
|                         | Partido Socialista               | 653   | 10,36 / 100,00  |
|                         | Centro Democrático e Social      | 303   | 4,81 / 100,00   |
|                         | Movimento de Esquerda Socialista | 139   | 2,20 / 100,00   |
|                         | Partido Comunista Português      | 69    | 1,09 / 100,00   |
|                         | Partido da Democracia Cristã     | 67    | 1,06 / 100,00   |
|                         | Outros                           | 73    | 1,15 / 100,00   |
| Votos Inválidos         | Votos Inválidos                  | 244   | 3,87 / 100,00   |
| Total                   | Total                            | 6 304 | 100,00 / 100,00 |
| Eleitorado/Participação | Eleitorado/Participação          | 8 002 | 78,78 / 100,00  |

### Santa Cruz
| Partido                 | Partido                      | Votos  | %               |
| ----------------------- | ---------------------------- | ------ | --------------- |
|                         | Partido Popular Democrático  | 6 895  | 63,19 / 100,00  |
|                         | Partido Socialista           | 1 937  | 17,75 / 100,00  |
|                         | Centro Democrático e Social  | 1 137  | 10,42 / 100,00  |
|                         | Partido da Democracia Cristã | 161    | 1,48 / 100,00   |
|                         | Partido Comunista Português  | 118    | 1,08 / 100,00   |
|                         | Outros                       | 294    | 2,69 / 100,00   |
| Votos Inválidos         | Votos Inválidos              | 370    | 3,39 / 100,00   |
| Total                   | Total                        | 10 912 | 100,00 / 100,00 |
| Eleitorado/Participação | Eleitorado/Participação      | 13 588 | 80,31 / 100,00  |

### Santana
| Partido                 | Partido                     | Votos | %               |
| ----------------------- | --------------------------- | ----- | --------------- |
|                         | Partido Popular Democrático | 4 589 | 81,95 / 100,00  |
|                         | Partido Socialista          | 402   | 7,18 / 100,00   |
|                         | Centro Democrático e Social | 364   | 6,50 / 100,00   |
|                         | Outros                      | 185   | 3,30 / 100,00   |
| Votos Inválidos         | Votos Inválidos             | 60    | 1,07 / 100,00   |
| Total                   | Total                       | 5 600 | 100,00 / 100,00 |
| Eleitorado/Participação | Eleitorado/Participação     | 6 760 | 82,84 / 100,00  |

### São Vicente
| Partido                 | Partido                          | Votos | %               |
| ----------------------- | -------------------------------- | ----- | --------------- |
|                         | Partido Popular Democrático      | 2 120 | 55,42 / 100,00  |
|                         | Centro Democrático e Social      | 787   | 20,58 / 100,00  |
|                         | Partido Socialista               | 519   | 13,57 / 100,00  |
|                         | Partido da Democracia Cristã     | 162   | 4,24 / 100,00   |
|                         | Movimento de Esquerda Socialista | 44    | 1,15 / 100,00   |
|                         | Outros                           | 69    | 1,80 / 100,00   |
| Votos Inválidos         | Votos Inválidos                  | 124   | 3,24 / 100,00   |
| Total                   | Total                            | 3 825 | 100,00 / 100,00 |
| Eleitorado/Participação | Eleitorado/Participação          | 4 848 | 78,90 / 100,00  |